# Lone Cone
Lone Cone är ett berg i Kanada.   Det ligger i Regional District of Alberni-Clayoquot och provinsen British Columbia, i den sydvästra delen av landet, 3 700 km väster om huvudstaden Ottawa. Toppen på Lone Cone är 742 meter över havet, eller 732 meter över den omgivande terrängen. Bredden vid basen är 9,1 km.
Terrängen runt Lone Cone är varierad. Havet är nära Lone Cone västerut. Trakten är glest befolkad. Närmaste större samhälle är Tofino, 6,3 km söder om Lone Cone. 
I omgivningarna runt Lone Cone växer i huvudsak barrskog.